# Dettighofen (Niemcy)
Dettighofen – miejscowość i gmina w Niemczech, w kraju związkowym Badenia-Wirtembergia, w rejencji Fryburg, w regionie Hochrhein-Bodensee, w powiecie Waldshut, wchodzi w skład związku gmin Jestetten. Leży przy granicy ze Szwajcarią.